# Jasmine Villegas
Jasmine Marie Villegas (besser bekannt unter ihrem Künstlernamen Jasmine V; * 7. Dezember 1993 in San José, Kalifornien) ist eine US-amerikanische Pop- und R&B-Sängerin mexikanisch-philippinischer Abstammung, die vor ihrem eigentlichen Durchbruch als Sängerin sporadisch auch als Schauspielerin tätig ist.

## Leben und Karriere
Ihre Gesangskarriere begann die im Jahre 1993 in San José im US-Bundesstaat Kalifornien geborene Jasmine Villegas bereits im Alter von vier Jahren, als ihr Gesangstalent entdeckt und gefördert wurde. Mit sieben Jahren gewann sie bei einem Hawaiian-Tropics-Songcontest in ihrer Heimatstadt und wurde im Alter von elf Jahren durch einen Passanten entdeckt, der Verbindungen zur Plattenfirma Damon Dash Music Group hatte. Durch einen Mitarbeiter der Plattenfirma durfte sie schließlich auch vor dessen nächster Vorgesetzter Gabriella Mosci vorsingen, die direkt unter dem Produzenten und Besitzer des Labels Damon Dash arbeitet. In der Frühphase ihre Karriere wurde Villegas als Schauspielerin ausgebildet, kam in zahlreichen Werbespots zum Einsatz und wurde zudem ab einem Alter von etwa zehn Jahren auch für verschiedene Fernsehproduktionen gebucht. Ihr erster Job im Werbebereich war ein Spot über den animierten Zeichentrickfilm In einem Land vor unserer Zeit aus dem Jahre 1988. Danach dauerte es nicht mehr lange, ehe die junge Sängerin im Alter von elf Jahren ihren ersten professionellen Gig als Sängerin hatte, als sie die Nationalhymne der Vereinigten Staaten bei einem Spiel der LA Clippers sang. Ab dieser Zeit begann Jasmine Villegas, die ab der dritten Klasse privaten Hausunterricht bekam, auf Tour zu gehen und brachte es dabei in einem Zeitraum von etwa viereinhalb Jahren auf insgesamt 400 Konzerte, ein Großteil davon in den Vereinigten Staaten. Des Weiteren trat sie bei Bildungsprogrammen an Schulen im ganzen Land auf und sammelte weiter Erfahrung. Außerdem arbeitete sie mit LA’s Best, einem Non-Profit-After-School-Programm, zusammen, durch das sie in rund 100 Elementary Schools im Großraum Los Angeles auftreten konnte. Daneben agiert sie auch schon seit Jahren eng mit weiteren Non-Profit-Organisationen wie Geffen Playhouse, Big Brothers Big Sisters, Boys & Girls Clubs of America, Special Olympics oder Aspira Foster Care. Während sie in den Jahren 2004 bis 2007 in jeweils einer Episode der Fernsehserie What’s Up, Dad?, Threat Matrix – Alarmstufe Rot, The Nine – Die Geiseln und Raven blickt durch sowie im Pilotfilm Arwin!, der einen Spin-off zu der Serie Hotel Zack & Cody hätte darstellen sollen, eingesetzt wurde, um Schauspielerfahrung zu sammeln, war sie auch in dieser Zeit als Sängerin weiterhin auf Tour.
So sang sie zum Beispiel bei verschiedenen Sportveranstaltungen die Nationalhymne, wie zum Beispiel bei Spielen der Los Angeles Lakers, Los Angeles Clippers, Miami Heat, Sacramento Kings, Anaheim Angels, Los Angeles Dodgers, Los Angeles Kings, Golden State Warriors, Atlanta Falcons, Los Angeles Galaxy, der Eiskunstlauf-Weltmeisterschaft 2009, der PGA TOUR oder den Boxkämpfen zwischen Winky Wright und Jermain Taylor, Paul Williams und Antonio Margarito, Manny Pacquiao und Juan Marquez, Manny Pacquiao und David Díaz, Miguel Cotto und Antonio Margarito oder dem Kampf zwischen Manny Pacquiao und Ricky Hatton in Las Vegas Mitte des Jahres 2009, als die Hymne gleich von mehreren großen Sendern wie zum Beispiel HBO ausgestrahlt und dabei von geschätzten 100 Millionen Menschen gesehen wurde. Am darauffolgenden Tag war Jasmine V., wie sich Jasmine Villegas nun schon seit einiger Zeit nannte, in Verbindung mit dem Boxkampf die am zweithäufigsten gegoogelte Person in den Vereinigten Staaten. Durch ihre Musikkarriere gefördert, wurde Jasmine V. von zahlreichen bekannten Unternehmen, Marken und Outlets gebucht, um als Model für Printkampagnen zu dienen. Dabei war sie unter anderem bereits für den Einzelhandelsbetrieb Target oder das Modelabel der beiden Schwestern Mary-Kate und Ashley Olsen, Mary Kate and Ashley, im Einsatz. Weitere bekannte Marken und Firmen, für die Jasmine Villegas im Einsatz war, sind auch noch American Girl, Levi’s, das Modelabel von Hilary Duff, Robinsons-May, Macy’s, Mervyns, Girl Scouts, Sparklets Drinking Water, Kohl’s und viele weitere. Zudem drehte sie auch noch Werbespots für Chevrolet, Kellogg’s, Marshalls oder McDonald’s. Daneben war sie in den Jahren 2004 und 2005 auch in den Musikvideos zu Kanye Wests Jesus Walks oder Frankie Js How To Deal zu sehen.
Nach internationalen Schlagzeilen zog es sie, nicht zuletzt aufgrund ihrer Herkunft, für einige Monate auf die Philippinen, wo sie auf einem der größten philippinischen Sender, dem zum GMA Network gehörenden GMA-7, zu sehen war. Außerdem war sie in dieser Zeit oft an der Seite des philippinischen Profiboxers und ab 2010 auch als Politiker agierenden Manny Pacquiao zu sehen, bei dessen Kämpfen sie auch einige Male die Nationalhymne sang. Auf den Philippinen und den umliegenden asiatischen Staaten erreichte sie eine größere Popularität und Fanbasis und wurde oftmals in der größten Fernsehshow des Landes eingesetzt. Ihre ersten Singles veröffentlichte Jasmine Villegas im Jahre 2010 mit den Songs „Serious“, „All These Boys“, „Jealous“ und „Hello“, nachdem sie im Jahr zuvor unter anderem bereits in ihren eigenen Musikvideos zu „Serious“ und „I Own This“ zu sehen war. Ihre allererste Single war dabei die bereits erwähnte „All These Boys“, die am 19. Oktober 2010 auf iTunes veröffentlicht wurde. Im Jahre 2010 folgten Auftritte in den Musikvideos zu Justin Biebers Baby und Sean Kingstons und Biebers Song Eenie Meenie. Mit Bieber tourte sie ab dem zweiten Teil seiner My World Tour (ab September 2010) und trat dabei als Vorband auf. Zu dieser Zeit gehörte sie gerade dem Label Epic Records an, das zu Sony Music, der zweitgrößten Plattenfirma der Welt, gehört, in Verbindung gebracht. 2011 wurden ihre Singles „Werk“ und „So Silly“ veröffentlicht, wobei sie letztere zusammen mit Tyga aufnahm. Daneben wurden 2011 auch noch die Musikvideos zu den Songs „All These Boys“, „Natural“ und „Jealous“ veröffentlicht, wobei sie außerdem noch im Video zu „My Girl“ (Remix) von Mindless Behavior ft. Ciara, Tyga & Lil Twist in einem Cameoauftritt zu sehen war. Zu dem 2009 veröffentlichten Film Mein Freund Ted lieferte sie den Song Walk Right In. Im September 2011 wurde das Mixtape S(he) Be(lie)ve(d) veröffentlicht. Ein für Ende 2012 angekündigtes Debütalbum erschien nicht. Stattdessen brachte sie im November 2014 die EP That's Me Right There heraus.
Am 19. Februar 2016 brachte Villegas eine Tochter namens Ameera Reign zur Welt. Ihr Sohn Zayne wurde am 14. Mai 2020 geboren.

## Diskografie

### EPs
- 2014: That's Me Right There (erschienen bei Interscope Records)
- 2019: No Judgement

### Mixtapes
- 2011: S(he) Be(lie)ve(d)

### Singles
| Jahr | Titel                                            | Höchstplatzierung, Gesamtwochen, AuszeichnungChartsChartplatzierungen (Jahr, Titel, Platzierungen, Wochen, Auszeichnungen, Anmerkungen) | Anmerkungen                                             |
| Jahr | Titel                                            | US | Anmerkungen                                             |
| ---- | ------------------------------------------------ | --- | ------------------------------------------------------- |
| 2014 | That's Me Right There That's Me Right There (EP) | US105 (1 Wo.)US | Erstveröffentlichung: 5. August 2014 mit Kendrick Lamar |

- 2010: Serious
- 2010: All These Boys
- 2011: Werk
- 2011: Just A Friend
- 2012: Didn’t Mean It
- 2013: Paint a Smile
- 2013: Now is the Time (Wally Lopez feat. Jasmine V)
- 2014: Me and My Broken Heart (mit Golden)
- 2014: Main Chick (mit Golden)
- 2015: Renegades
- 2016: Gimme More
- 2017: Devil Wears Prada (mit Ronnie Banks)
- 2018: Coldest Heartbreak Pt. II (mit Jrem Andrew)
- 2019: Hands To Myself
- 2019: Personal
- 2020: Lessons
- 2020: Real You

## Filmografie
- 2003: What’s Up, Dad? (My Wife and Kids, Fernsehserie, eine Episode)
- 2004: Threat Matrix – Alarmstufe Rot (Threat Matrix, Fernsehserie, eine Episode)
- 2006: House Broken (Fernsehfilm)
- 2006: The Nine – Die Geiseln (The Nine, Fernsehserie, eine Episode)
- 2007: Arwin! (Fernsehfilm, Pilot)
- 2007: Raven blickt durch (That’s So Raven, Fernsehserie, eine Episode)
- 2009: Mein Freund Ted (Aussie and Ted's Great Adventure) → Performance von Walk Right In